# Ezequiel Vieta
Ezequiel Vieta Estévez (La Habana, 16 de febrero de 1922-La Habana, ¿? 1995) fue un destacado narrador, ensayista, dramaturgo, poeta y profesor de literatura cubano. Su obra es considerada como una de las realizaciones más singulares del panorama literario cubano de la segunda mitad del siglo XX. Se le ha definido como: “Un alquimista de la narrativa desafiante e incontenible”

## Biografía
Nació en La Habana 16 de febrero de 1922.  En esta ciudad transcurrió su niñez y cursó la primera y segunda enseñanzas. Matriculó en la carrera de Derecho en la Universidad de La Habana, de la que se graduó en 1946 con el título de Licenciado en Derecho Diplomático y Consular. 
A partir de su graduación se dedica a la docencia, tanto en Cuba, como en algunas instituciones extranjeras.
Como asistente del afamado profesor y crítico español Juan Chabás, ofreció en 1948 clases de Fonética Española en la Escuela de Verano de la Universidad de La Habana. 
Entre los años 1946 y 1951 imparte clases de Lengua y Literatura Españolas en el Franklin and Marshall College, de Lancaster, Pensilvania en los Estados Unidos, donde en 1949 defiende su tesis y obtiene el título de Doctor en Ciencias Sociales y Derecho Público. Conjuntamente en el siguiente año de 1950 consigue en la Universidad de Oriente, en Santiago de Cuba, otro título de Doctor, esta vez en Filosofía y Letras
De 1952 a 1959 trabaja como Profesor Auxiliar de Español en el Instituto de Segunda Enseñanza de Santiago de Cuba. En esa década colabora con la revista Ciclón, en la cual publicaban autores como Virgilio Piñera, Rine Leal y Manuel Días Martínez.
Para continuar su formación académica viajó a Italia, donde se diplomó en 1957 en Lengua y Literatura Italianas por la Universidad de Perugia. 
Luego de su regreso a Cuba realiza entre 1958 y 1959 un amplio periplo que lo llevó a visitar España, Portugal, Francia, Marruecos y Haití.
Participó en los encuentros con los intelectuales cubanos  en la Biblioteca Nacional, los días 16, 23 y 30 de junio de 1961, donde el líder revolucionario Fidel Castro pronunció aquella famosa y frase : “Dentro de la revolución, todo; contra la revolución, nada”
Tomó parte en los trabajos preparatorios y luego en el desarrollo del Primer Congreso de Escritores y Artistas de Cuba que se efectuó en el Hotel Habana Hilton nacionalizado el 11 de junio del año anterior, como resultado del cual quedó fundada la Unión Nacional de Escritores y Artistas de Cuba (UNEAC).
Entre 1963 y 1965 impartió clases de literatura en el Instituto Preuniversitario Especial “Raúl Cepero Bonilla” donde cautivó a sus alumnos con el estudio, entre otras obras literarias, de “la Divina Comedia” del Dante Allighieri.
En 1965 obtuvo, con su novela “Vivir en Candonga”, el Premio "Cirilo Villaverde", otorgado por la Unión Nacional de Escritores y Artistas de Cuba (UNEAC). Entre 1967 y 1968 dirigió la Casa del Teatro, cuyo Boletín editó y participó en el Seminario del Teatro del Consejo Nacional de Cultura, desarrollado en 1967. También durante algunos años dirigió el grupo de teatro experimental  Letra T, de Santiago de Cuba.
En años posteriores continuó impartiendo clases tanto en la Escuela Nacional de Arte como en la entonces Escuela de Letras de la Universidad de La Habana.
Escribió importantes artículos, con los que colaboró con algunas de las más importantes revistas cubanas, entre ellas: Casa de las Américas,  Universidad de La Habana,  Alma Mater, Vida Universitaria, La Gaceta de Cuba, Unión, Combate y el periódico Juventud Rebelde. 
Sus amplios conocimientos de literatura e idiomas le permitieron desarrollar una rica labor de traducción, estudio y selección de obras de la literatura mundial, los cuales ayudó a difundir en el panorama editorial y cultural cubano. En ese sentido cabe destacar que fue autor del prólogo y la selección de los volúmenes Cuentos españoles; prologó además el libro Cuestiones de dramaturgia, de Peter Karvas y tradujo en colaboración con su esposa Beatriz Maggi, la obra “Padre” (Fadren), del dramaturgo sueco August Strindberg, que se llevó a la escena en La Habana en 1964.
Sus obras clásicas Aquelarre (1954), uno de los más sorprendentes libros de cuentos publicados en Cuba en la década de los cincuenta, Vivir en Candonga (1965), Mi llamada es (1982), y Baracutey (1984) lo reafirman como uno de los narradores de presencia inquietante e ineludible en las letras cubanas de la segunda mitad del siglo XX. Su novela Pailock, aparecida en 1991 y Premio de la Crítica en 1992, consolida esta opinión. Su teatro, de una breve producción, es menos conocido y divulgado.
Absorto en su propia obra, consustancial por demás, pasó a través de las décadas finales del siglo, como un gran desconocido. Por lo mismo, su obra no fue promocionada fuera de Cuba, cuando es cierto que su narrativa se cuenta entre lo más desafiante, atrevido  y frenético de la literatura cubana en la segunda mitad del siglo XX
Ezequiel Vieta falleció en La Habana en 1995 y aún no le ha sido reconocida la grandeza y genialidad de sus obras, algunas con destellos increíbles de páginas antológicas universales.